# Neobouteloua
Neobouteloua är ett släkte av gräs. Neobouteloua ingår i familjen gräs.
Kladogram enligt Catalogue of Life:
| Neobouteloua | \| \| Neobouteloua lophostachya \| \| \| \| \| \| Neobouteloua pauciracemosa \| \| \| \| |
|              | \| \| Neobouteloua lophostachya \| \| \| \| \| \| Neobouteloua pauciracemosa \| \| \| \| |
|              | Neobouteloua lophostachya                                                                |
|              |                                                                                          |
|              | Neobouteloua pauciracemosa                                                               |
|              |                                                                                          |